# Strážov
Strážov (en allemand : Drosau) est une ville du district de Klatovy, dans la région de Plzeň, en République tchèque. Sa population s'élevait à 1 368 habitants en 2024.

## Géographie
Strážov se trouve à 11 km au sud-sud-ouest de Klatovy, à 50 km au sud de Plzeň et à 122 km au sud-ouest de Prague.

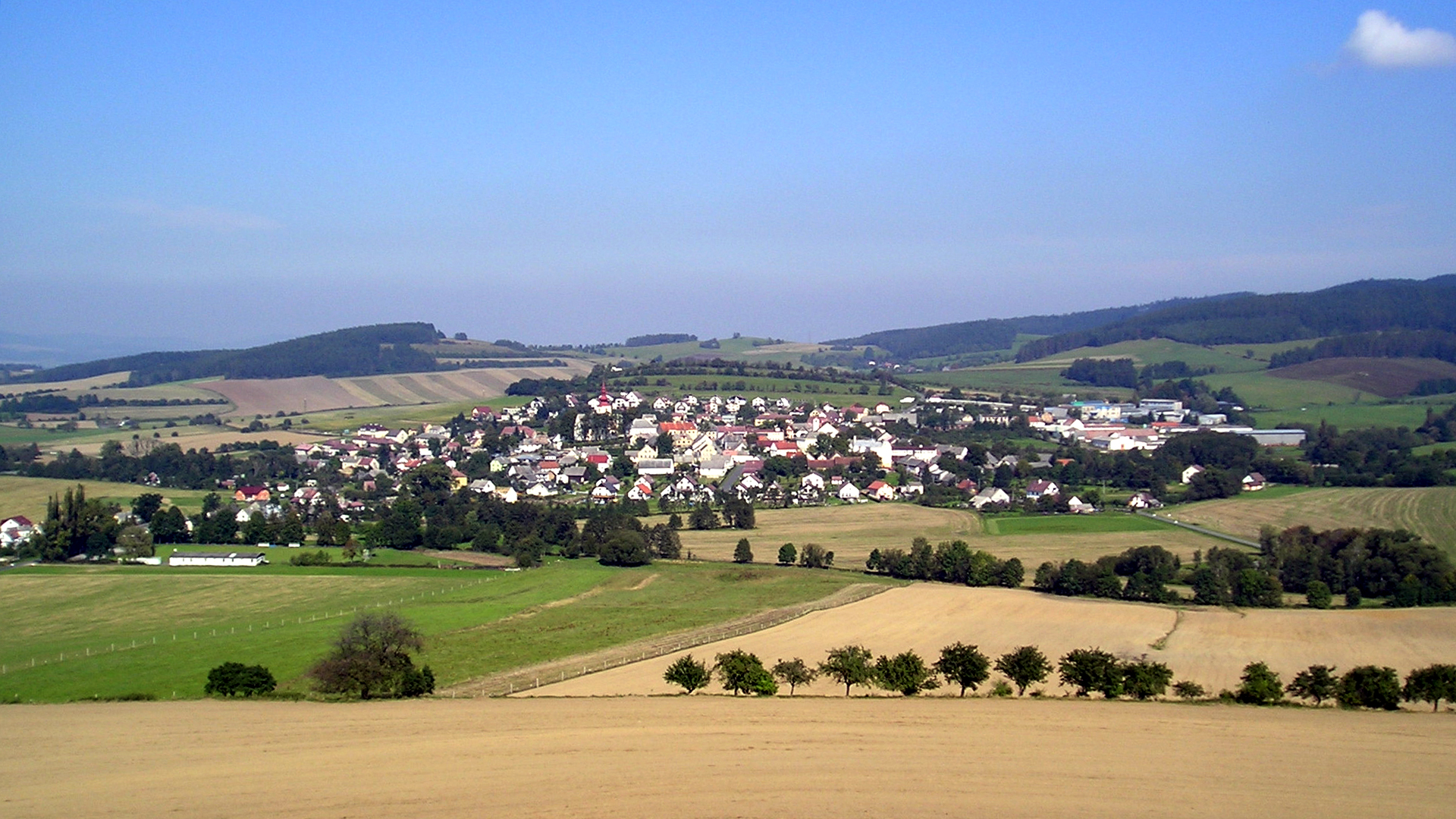
Strážov : vue générale.

La commune est limitée par Janovice nad Úhlavou, Klenová et Javor au nord, par Vrhaveč et Běšiny à l'est, par Čachrov au sud, par Dešenice au sud-est et par Nýrsko à l'ouest.

## Histoire
La première mention écrite du village date de 1352.

## Administration
La commune se compose de seize sections :
- Božtěšice
- Brtí
- České Hamry
- Horní Němčice
- Javoříčko
- Kněžice
- Krotějov
- Lehom
- Lukavice
- Mladotice
- Opálka
- Rovná
- Splž
- Strážov
- Viteň
- Zahorčice

## Galerie

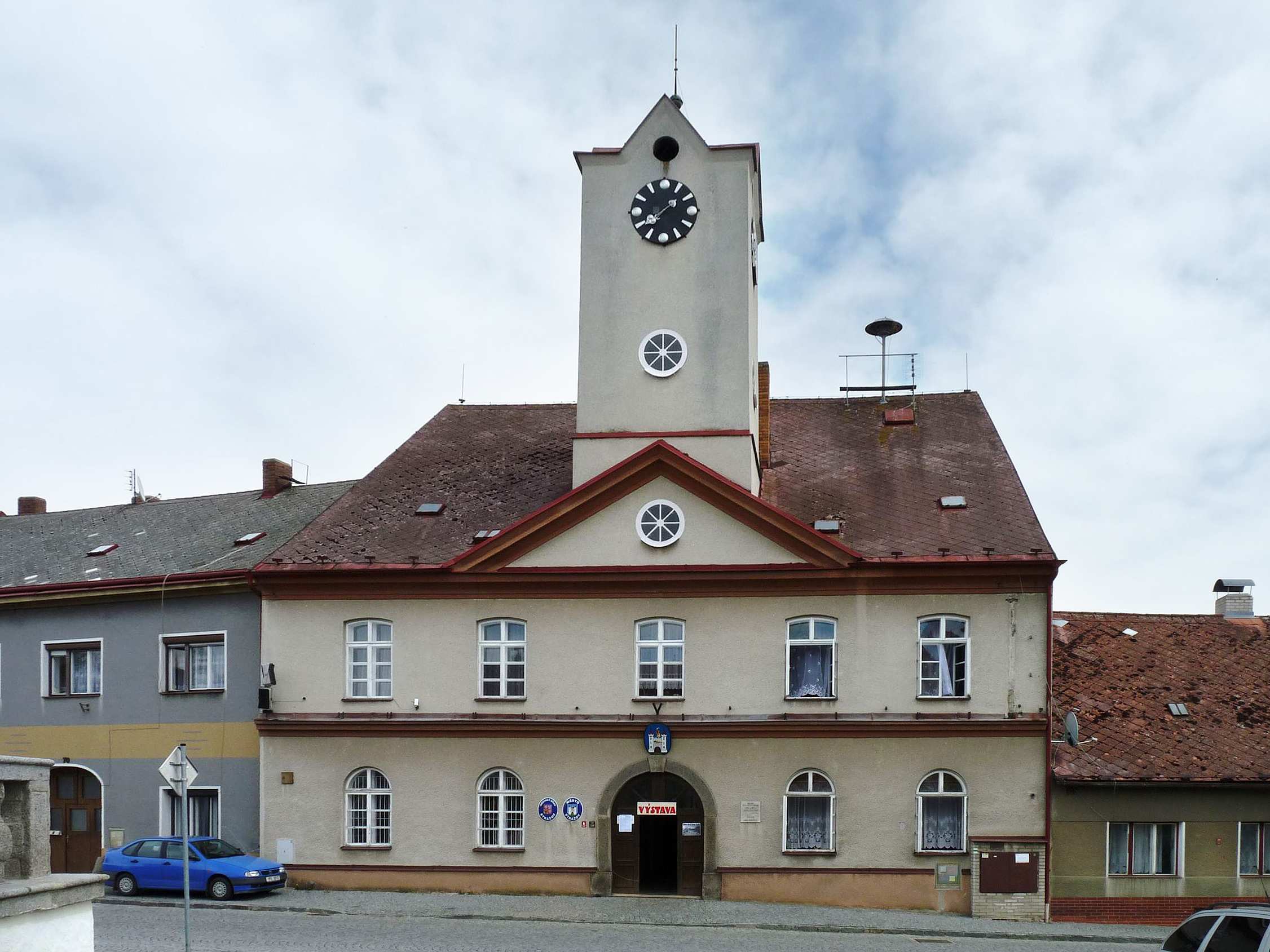
Strážov : hôtel de ville.
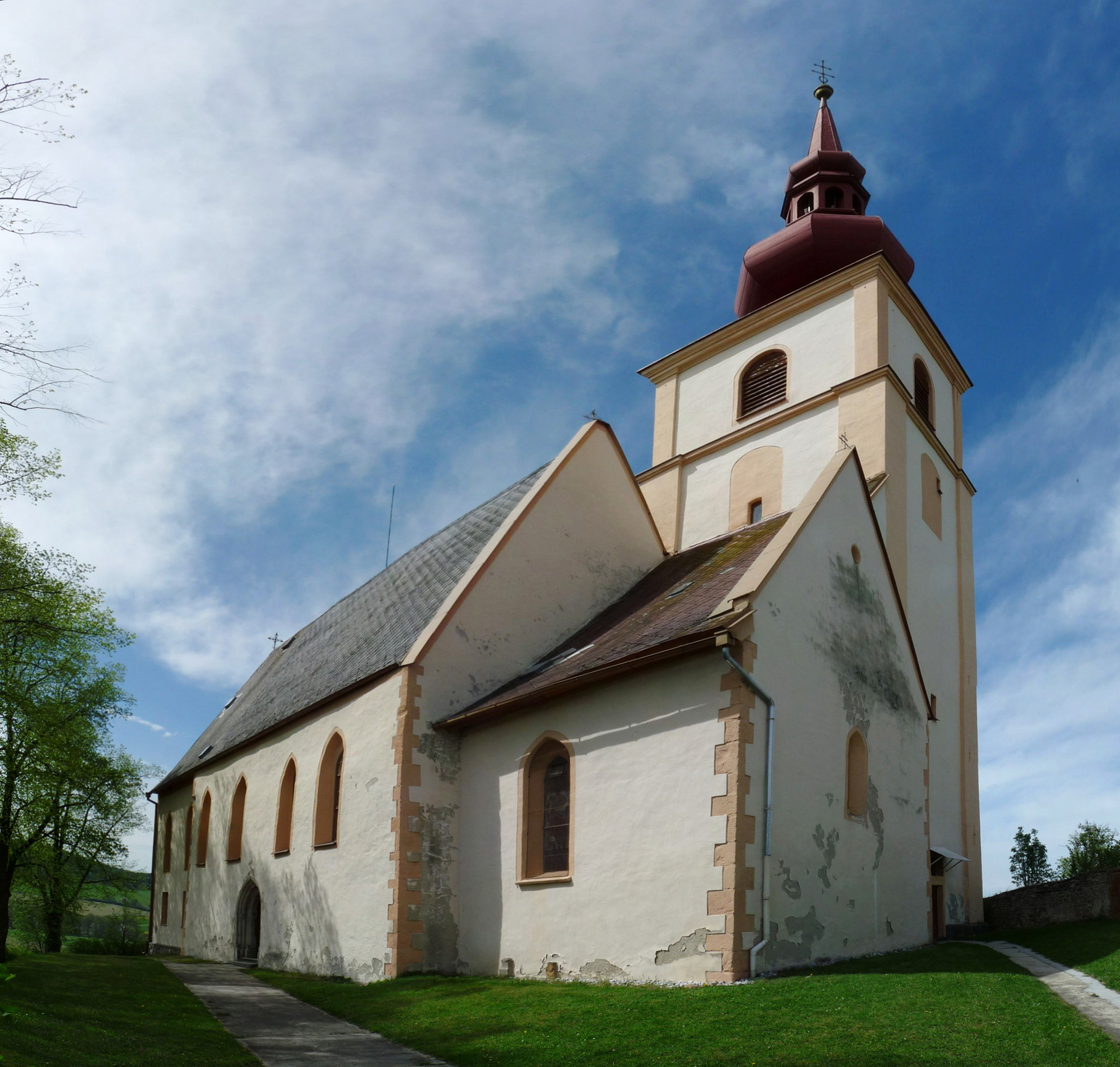
Strážov : église Saint-Georges.

## Transports
Par la route, Strážov se trouve à 7 km de Janovice nad Úhlavou, à 16 km de Klatovy, à 58 km de Plzeň et à 147 km de Prague.